# Філіпп III Аррідей

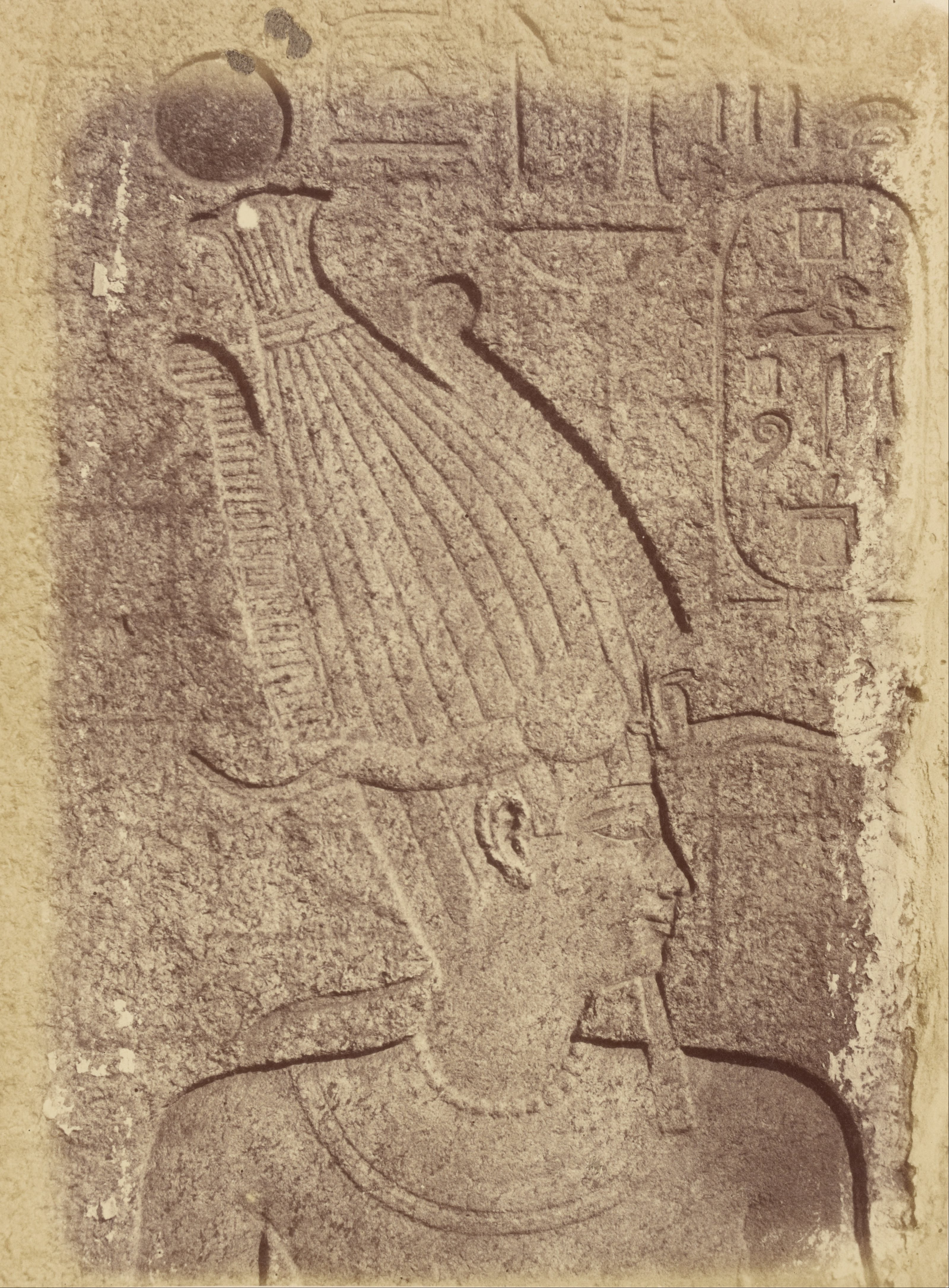
Філіпп III Аррідей як фараон, Карнак

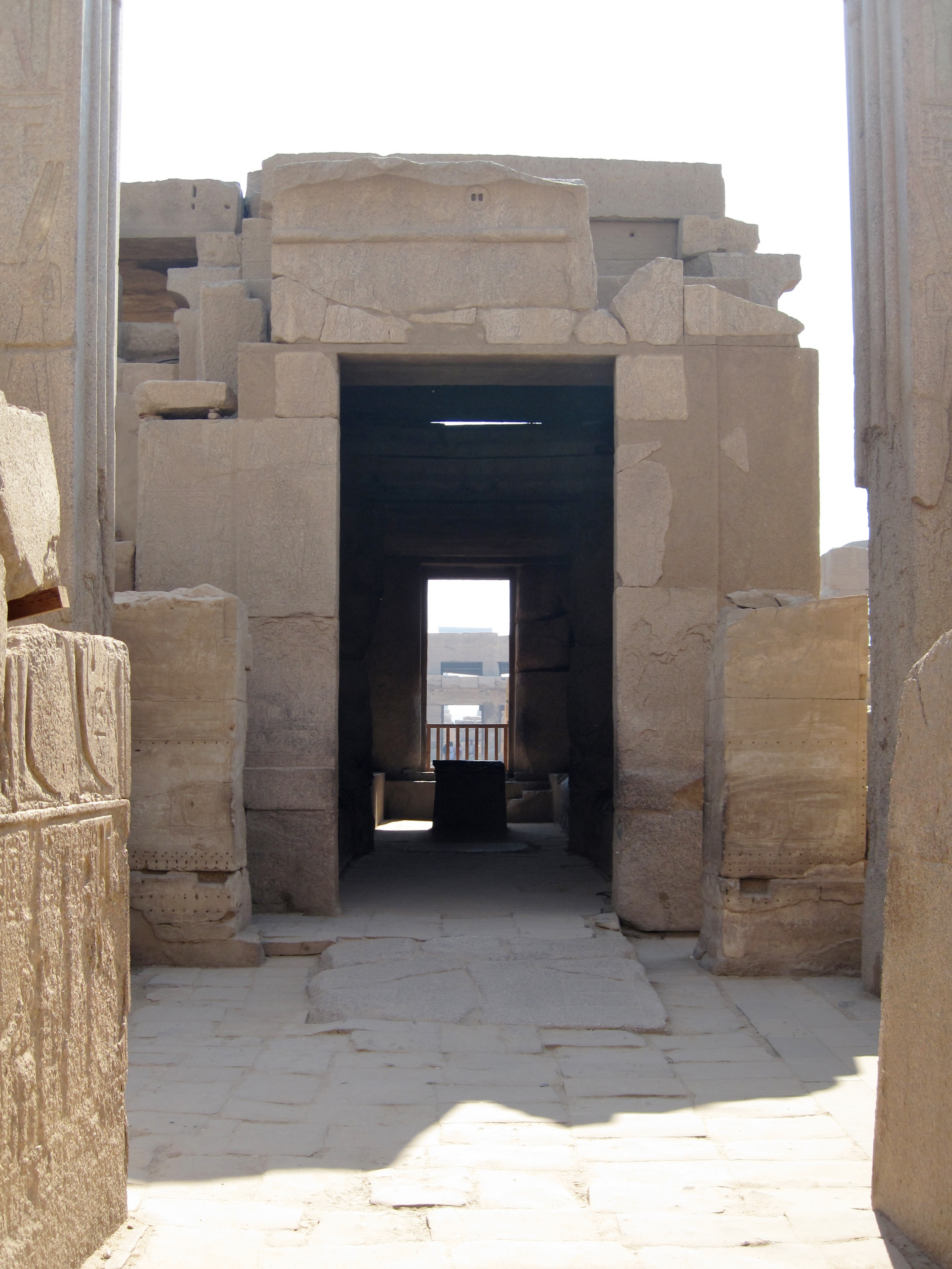
Храм та гробниця в Карнаці

Філіпп III Македонський, або Філіпп III Аррідей (грец. Φίλιππος Αρριδαίος) — македонський цар і давньоєгипетський фараон, який номінально правив у 323-317 роках до н. е.

## Біографія
Аррідей (ім'я Філіпп він прийняв після коронації) був сином царя Філіппа II від Філліни Алевади з фессалійського міста Лариси. За віком він був майже ровесником законного сина Філіпа Александра, який згодом став Александром Великим. На трон Аррідей не претендував і через низьке походження своєї матері, і через слабоумство, яке греки приписували підступам Олімпіади, дружини Філіппа II. Після приходу до влади Александр винищив усіх, хто мав найменше право претендувати на трон, але пощадив Аррідея, хоч і тримав його про всяк випадок при собі.
Через Аррідея Александр навіть серйозно посварився з батьком. Плутарх передав ту історію так:
|  | Коли Піксодар, сатрап Карії, прагнучи укласти військовий союз з Філіппом, задумав поріднитись із ним і запропонував свою старшу дочку за дружину синові Аррідею, він відрядив з цією метою до Македонії посла. Друзі й мати Александра почали зводити наклеп на його батька, стверджуючи, ніби Філіпп блискучим одруженням і сильними зв'язками хоче забезпечити Аррідею царську владу. Дуже стурбований цим Александр відрядив трагічного актора Фессала до Карії, доручивши йому переконати Піксодара відмовити байстрюку й до того ж недоумкуватому Аррідею, а замість цього поріднитись з Александром. Такий план сподобався Піксодару набагато більше початкового… Довідавшись про це, Філіпп гірко картав сина і різко лаяв його, називаючи людиною ницою, негідною свого високого становища, оскільки він хоче стати зятем карійця, підвладного царя варварів. |

Непримітний Аррідей пережив блискучого Александра і волею македонської фаланги зайняв трон 323 до н. е. Полководці Александра вирішили віддати трон ще не народженому синові Александра від Роксани, але прості македонці на чолі з Мелеагром з фаланги чинили опір, не бажаючи мати володаря з перською кров'ю, та відстояли незаконного сина Філіппа ІІ. З тих пір нещасний Аррідей, цар Македонії, був іграшкою в руках піклувальників, македонських полководців, і власної дружини Еврідіки. Лялькою на царському троні називав його Плутарх.
Аррідея спішно одружила зі своєю донькою Еврідікою Кінана (сестра Александра Македонського), дочка Філіппа II, тим самим позбавивши полководця Пердікку обіцяної нареченої царської крові. За це Пердікка відрядив генерала Алкета розправитись із Кінаною, нерозсудливо накликавши на себе гнів власних солдатів. Кінана загинула, але Пердікка був змушений погодитись на шлюб Філіппа Аррідея з Еврідікою. Після смерті Антипатра, намісника Македонії й регента над Філіппом Аррідеєм, Еврідіка короткий час правила як повновладна цариця. Побоюючись могутніх претендентів на трон з боку іншого номінального царя Александра, малолітнього сина Александра Великого, Еврідіка прийняла сторону Кассандра, який також боровся за владу в Македонії і збирав війська на Пелопоннесі, занадто пізно. 318 до н. е. Полісперхон з Олімпіадою, вдовою Філіппа II, вторглись до Македонії за підтримки царя Епіру і захопили Аррідея з дружиною в полон.
Царя й царицю зачинили у тісній камері, куди все необхідне подавалося через маленьке віконце. Утім, Олімпіада не стала мучити їх тривалим ув'язненням, оскільки македонці перейнялися жалістю до свого позбавленого влади царя. У грудні 317 до н. е. вона звеліла вірним фракійцям заколоти Філіппа Аррідея, а Еврідіку змусила покінчити життя самогубством. Еврідіка, обмивши тіло чоловіка від ран, повісилася на своєму поясі, не висловивши жалю про свою долю, але побажала такої самої долі Олімпіаді. На трон Македонії звели наступну маріонетку, шестирічного сина Александра Великого від бактрійської княжни Роксани й рідного онука Олімпіади. За іронією долі, побажання Еврідіки справдилося, й наступного року Кассандр засудив Олімпіаду на побиття камінням.
За 2300 років, в 1977році, біля Вергіни у Північній Греції розкопали склеп з чоловічим скелетом, що гарно зберігся. Вважається, що то скелет царя Філіппа II, але наводиться альтернативна обґрунтована думка про те, що скелет належить його синові від танцівниці Філіпу Аррідею.